# Campionati del mondo di atletica leggera 1991 - Salto con l'asta
Il salto con l'asta si è tenuto il 27 e il 29 agosto 1991.

## Risultati

### Qualificazioni
Si qualifica alla finale chi supera i 5.60 m (Q) o i migliori 12 in classifica. (q)
| Classificazione | Gruppo | Nome dell'atleta  | Nazionalità      | 4.90 | 5.00 | 5.10 | 5.20 | 5.30 | 5.40 | 5.45 | 5.50 | Risultati | Note |
| --------------- | ------ | ----------------- | ---------------- | ---- | ---- | ---- | ---- | ---- | ---- | ---- | ---- | --------- | ---- |
| 1               | A      | Sergey Bubka      | Unione Sovietica | –    | –    | –    | –    | –    | –    | –    | o    | 5.50      | q    |
| 1               | A      | Maksim Tarasov    | Unione Sovietica | –    | –    | –    | –    | –    | –    | –    | o    | 5.50      | q    |
| 1               | A      | Peter Widén       | Svezia           |      |      |      |      |      |      |      |      | 5.50      | q    |
| 4               | A      | Thierry Vigneron  | Francia          | –    | –    | –    | –    | o    | –    | –    | xo   | 5.50      | q    |
| 5               | A      | Galin Nikov       | Bulgaria         |      |      |      |      |      |      |      |      | 5.50      | q    |
| 5               | A      | Tim Bright        | Stati Uniti      | –    | –    | –    | –    | –    | xo   | –    | xo   | 5.50      | q    |
| 5               | A      | Jean Galfione     | Francia          | –    | –    | –    | –    | xo   | –    | –    | xo   | 5.50      | q    |
| 8               | A      | Mike Edwards      | Regno Unito      | –    | –    | –    | o    | o    | o    | –    | xxx  | 5.40      |      |
| 9               | 6      | Mirosław Chmara   | Polonia          |      |      |      |      |      |      |      |      | 5.40      |      |
| 10              | 6      | Simon Arkell      | Australia        |      |      |      |      |      |      |      |      | 5.40      |      |
| 11              | B      | Nikolay Nikolov   | Bulgaria         |      |      |      |      |      |      |      |      | 5.30      |      |
| 12              | B      | Kim Chul-kyun     | Corea del Sud    |      |      |      |      |      |      |      |      | 5.30      |      |
| 13              | B      | Sazan Fisheku     | Albania          |      |      |      |      |      |      |      |      | 5.30      |      |
| 14              | B      | Alberto Ruiz      | Spagna           |      |      |      |      |      |      |      |      | 5.20      |      |
| NCL             | B      | Petri Peltoniemi  | Finlandia        |      |      |      |      |      |      |      |      | NM        |      |
| 1               | B      | Radion Gataullin  | Unione Sovietica | –    | –    | –    | –    | –    | –    | –    | o    | 5.50      | q    |
| 2               | B      | Bernhard Zintl    | Germania         | –    | –    | –    | –    | o    | –    | x    |      | 5.50      | q    |
| 3               | B      | István Bagyula    | Ungheria         | –    | –    | –    | –    | xo   | xo   | –    |      | 5.50      | q    |
| 4               | B      | Philippe Collet   | Francia          | –    | –    | –    | –    | –    | xxo  | –    |      | 5.50      | q    |
| 5               | B      | Hermann Fehringer | Austria          |      |      |      |      |      |      |      |      | 5.50      | q    |
| 5               | B      | Doug Wood         | Canada           |      |      |      |      |      |      |      |      | 5.50      | q    |
| 7               | B      | Hideyuki Takei    | Giappone         |      |      |      |      |      |      |      |      | 5.45      |      |
| 8               | B      | Joe Dial          | Stati Uniti      |      |      |      |      |      |      |      |      | 5.40      |      |
| 8               | B      | Jani Lehtonen     | Finlandia        |      |      |      |      |      |      |      |      | 5.40      |      |
| 10              | B      | Paul Gibbons      | Nuova Zelanda    |      |      |      |      |      |      |      |      | 5.40      |      |
| 11              | B      | Zdeněk Lubenský   | Cecoslovacchia   | –    | –    | –    | o    | –    | xo   |      |      | 5.40      |      |
| 12              | B      | Kelly Riley       | Stati Uniti      |      |      |      |      |      |      |      |      | 5.30      |      |
| 13              | B      | Javier García     | Spagna           |      |      |      |      |      |      |      |      | 5.30      |      |
| 13              | B      | Delko Lesev       | Bulgaria         |      |      |      |      |      |      |      |      | 5.30      |      |
| 15              | B      | Edgar Díaz        | Porto Rico       |      |      |      |      |      |      |      |      | 5.20      |      |
| 16              | B      | Martin Voss       | Danimarca        |      |      |      |      |      |      |      |      | 5.20      |      |

### Finale
| Pos | Nome              | Nazione          | 5.30 | 5.40 | 5.50 | 5.55 | 5.60 | 5.65 | 5.70 | 5.75 | 5.80 | 5.85 | 5.90 | 5.95 | Ris. | Note |
| --- | ----------------- | ---------------- | ---- | ---- | ---- | ---- | ---- | ---- | ---- | ---- | ---- | ---- | ---- | ---- | ---- | ---- |
| 1   | Sergey Bubka      | Unione Sovietica | –    | –    | –    | –    | –    | –    | o    | –    | –    | –    | x–   | xo   | 5.95 | CR   |
| 2   | István Bagyula    | Ungheria         | –    | o    | xo   | –    | o    | –    | o    | –    | xo   | xo   | o    | xxx  | 5.90 |      |
| 3   | Maksim Tarasov    | Unione Sovietica | –    | –    | o    | –    | –    | –    | o    | –    | o    | o    | xxx  |      | 5.85 |      |
| 4   | Radion Gataullin  | Unione Sovietica | –    | –    | –    | –    | –    | –    | xo   | –    | x–   | xo   | xx–  | x    | 5.85 |      |
| 5   | Peter Widén       | Svezia           | –    | o    | o    | –    | o    | –    | xxo  | o    | xxx  |      |      |      | 5.75 | NR   |
| 6   | Tim Bright        | Stati Uniti      | –    | –    | xxo  | –    | –    | xo   | –    | xxo  | –    | xxx  |      |      | 5.75 |      |
| 7   | Hermann Fehringer | Austria          |      |      |      |      |      |      |      |      |      |      |      |      | 5.60 |      |
| 8   | Thierry Vigneron  | Francia          |      |      |      |      |      |      |      |      |      |      |      |      | 5.60 |      |
| 9   | Bernhard Zintl    | Germania         |      |      |      |      |      |      |      |      |      |      |      |      | 5.50 |      |
| 10  | Jean Galfione     | Francia          |      |      |      |      |      |      |      |      |      |      |      |      | 5.40 |      |
| 11  | Doug Wood         | Canada           |      |      |      |      |      |      |      |      |      |      |      |      | 5.40 |      |
| 12  | Galin Nikov       | Bulgaria         |      |      |      |      |      |      |      |      |      |      |      |      | 5.30 |      |
| NCL | Philippe Collet   | Francia          |      |      |      |      |      |      |      |      |      |      |      |      | NM   |      |